# ماجد الوائلي
ماجد عذاب جابر الوائلي مهندس وسياسي عراقي، شغل منصب نائب في مجلس النواب العراقي الدورة الرابعة وعضو اللجنة المالية النيابية، عن كتلة تحالف سائرون في محافظة النجف، ثم محافظًا لمحافظة النجف ابتداء من 13 كانون الثاني 2022 وحتى 5 فبراير 2024.
حصل على شهادة البكالوريوس في الهندسة المدنية من جامعة بغداد عام 1995 م، ثم شهادة الماجستير من جامعة النهرين عام 1998م، بتخصص الهندسة الإنشائية، ثم الدكتوراه من جامعة بابل سنة 2014م، وقبل دخوله المجال السياسي كان يعمل أستاذًا في كلية الهندسة بجامعة الكوفة وقد شغل منصب مقرر قسم الهندسة المدنية فيها بين عامي 2009 و2010.